# Youssef El-Arabi
Youssef El-Arabi (Caen, Francia, 3 de febrero de 1987) es un futbolista marroquí que juega de delantero en el F. C. Nantes de la Ligue 1.

## Trayectoria
Youssef El-Arabi juega como delantero o mediapunta. Comenzó jugando en las categorías inferiores del Stade Malherbe Caen, y tres años en el primer equipo de este club de la Ligue 1 Orange de Francia. Durante la temporada 2011-2012 jugó en el Al-Hilal de Arabia Saudita. Durante su participación en este club, la federación francesa se fijó en él y llegó a debutar con la selección francesa de fútbol sub-21. 
En julio de 2012 fichó por el Granada C. F. de la Primera División de España y fue el fichaje más caro de la historia del club nazarí. En su primera temporada con el club español consiguió anotar ocho goles en la liga, convirtiéndose en el máximo goleador del conjunto rojiblanco. En su segunda temporada mejoró notablemente sus cifras y consiguió anotar un total de 12 goles, destacando entre ellos un triplete ante el Málaga CF. De nuevo acabó como el máximo goleador del cuadro blanquirrojo. 
En la temporada 2015-16, El Arabi, se convirtió en el máximo goleador histórico del Granada en Primera División tras marcar el gol de la victoria del Granada frente al Deportivo de la Coruña. Este gol supuso su número 35 en Primera con el Granada superando así los 34 de Enrique Porta.
La temporada 2015-16 marcó un total de 17 goles siendo crucial su aportación al equipo para que este no descendiera.

## Selección nacional
Aunque nacido en Francia, tiene la doble nacionalidad y ha sido internacional con la selección de Marruecos, con la que debutó el 5 de septiembre de 2010.

## Estadísticas

### Clubes
| Club                          | Div.             | Temporada        | Liga  | Liga  | Liga   | Copas nacionales | Copas nacionales | Copas nacionales | Copas internacionales | Copas internacionales | Copas internacionales | Total | Total | Total  | Media goleadora |
| Club                          | Div.             | Temporada        | Part. | Goles | Asist. | Part.            | Goles            | Asist.           | Part.                 | Goles                 | Asist.                | Part. | Goles | Asist. | Media goleadora |
| ----------------------------- | ---------------- | ---------------- | ----- | ----- | ------ | ---------------- | ---------------- | ---------------- | --------------------- | --------------------- | --------------------- | ----- | ----- | ------ | --------------- |
| S. M. Caen Francia            | 1.ª              | 2008-09          | 3     | 0     | 0      | —                | —                | —                | —                     | —                     | —                     | 3     | 0     | 0      | 0.00            |
| S. M. Caen Francia            | 2.ª              | 2009-10          | 34    | 11    | 8      | 3                | 2                | 0                | —                     | —                     | —                     | 37    | 13    | 8      | 0.35            |
| S. M. Caen Francia            | 1.ª              | 2010-11          | 38    | 17    | 4      | 1                | 0                | 0                | —                     | —                     | —                     | 39    | 17    | 4      | 0.44            |
| S. M. Caen Francia            | Total club       | Total club       | 75    | 28    | 12     | 4                | 2                | 0                | 0                     | 0                     | 0                     | 79    | 30    | 12     | 0.38            |
| Al-Hilal F. C. Arabia Saudita | 1.ª              | 2011-12          | 21    | 12    | 4      | 5                | 0                | 0                | 6                     | 4                     | 0                     | 32    | 16    | 4      | 0.50            |
| Al-Hilal F. C. Arabia Saudita | Total club       | Total club       | 21    | 12    | 4      | 5                | 0                | 0                | 6                     | 4                     | 0                     | 32    | 16    | 4      | 0.50            |
| Granada C. F. · España        | 1.ª              | 2012-13          | 31    | 8     | 0      | 1                | 0                | 0                | —                     | —                     | —                     | 32    | 8     | 0      | 0.25            |
| Granada C. F. · España        | 1.ª              | 2013-14          | 36    | 12    | 2      | 0                | 0                | 0                | —                     | —                     | —                     | 36    | 12    | 2      | 0.33            |
| Granada C. F. · España        | 1.ª              | 2014-15          | 28    | 8     | 2      | 0                | 0                | 0                | —                     | —                     | —                     | 28    | 8     | 2      | 0.29            |
| Granada C. F. · España        | 1.ª              | 2015-16          | 35    | 16    | 1      | 3                | 1                | 0                | —                     | —                     | —                     | 38    | 17    | 1      | 0.45            |
| Granada C. F. · España        | Total club       | Total club       | 130   | 44    | 5      | 4                | 1                | 0                | 0                     | 0                     | 0                     | 134   | 45    | 5      | 0.34            |
| Al-Duhail S. C. Catar         | 1.ª              | 2016-17          | 18    | 24    | 1      | 1                | 1                | 0                | 4                     | 3                     | 0                     | 23    | 28    | 1      | 1.22            |
| Al-Duhail S. C. Catar         | 1.ª              | 2017-18          | 20    | 26    | 4      | 8                | 10               | 0                | 7                     | 9                     | 3                     | 35    | 45    | 7      | 1.29            |
| Al-Duhail S. C. Catar         | 1.ª              | 2018-19          | 22    | 26    | 3      | 7                | 4                | 0                | 8                     | 4                     | 0                     | 37    | 34    | 3      | 0.92            |
| Al-Duhail S. C. Catar         | Total club       | Total club       | 60    | 76    | 8      | 16               | 15               | 0                | 19                    | 16                    | 3                     | 95    | 107   | 11     | 1.13            |
| Olympiacos F. C. · Grecia     | 1.ª              | 2019-20          | 34    | 20    | 8      | 4                | 0                | 0                | 13                    | 7                     | 0                     | 51    | 27    | 8      | 0.53            |
| Olympiacos F. C. · Grecia     | 1.ª              | 2020-21          | 33    | 22    | 5      | 5                | 2                | 1                | 11                    | 4                     | 0                     | 49    | 28    | 6      | 0.57            |
| Olympiacos F. C. · Grecia     | 1.ª              | 2021-22          | 34    | 16    | 4      | 4                | 2                | 0                | 13                    | 5                     | 0                     | 51    | 23    | 4      | 0.45            |
| Olympiacos F. C. · Grecia     | 1.ª              | 2022-23          | 34    | 6     | 5      | 6                | 2                | 0                | 9                     | 2                     | 0                     | 49    | 10    | 5      | 0.20            |
| Olympiacos F. C. · Grecia     | 1.ª              | 2023-24          | 13    | 4     | 1      | 0                | 0                | 0                | 12                    | 2                     | 0                     | 25    | 6     | 1      | 0.24            |
| Olympiacos F. C. · Grecia     | Total club       | Total club       | 148   | 68    | 23     | 19               | 6                | 1                | 58                    | 20                    | 0                     | 225   | 94    | 24     | 0.42            |
| Olympiacos B · Grecia         | 2.ª              | 2023-24          | 2     | 1     | 0      | —                | —                | —                | —                     | —                     | —                     | 2     | 1     | 0      | 0.50            |
| Olympiacos B · Grecia         | Total club       | Total club       | 2     | 1     | 0      | 0                | 0                | 0                | 0                     | 0                     | 0                     | 2     | 1     | 0      | 0.50            |
| APOEL F. C. Chipre            | 1.ª              | 2024-25          | 31    | 13    | 3      | 1                | 0                | 1                | 13                    | 1                     | 2                     | 45    | 14    | 6      | 0.31            |
| APOEL F. C. Chipre            | Total club       | Total club       | 31    | 13    | 3      | 1                | 0                | 1                | 13                    | 1                     | 2                     | 45    | 14    | 6      | 0.31            |
| Total en carrera              | Total en carrera | Total en carrera | 467   | 242   | 55     | 49               | 24               | 2                | 96                    | 41                    | 5                     | 612   | 307   | 62     | 0.50            |
| 1. 2. 3.                      |                  |                  |       |       |        |                  |                  |                  |                       |                       |                       |       |       |        |                 |

### Selecciones
| Selección | Año   | Amistosos | Amistosos | África | África | Mundial | Mundial | Total | Total | Media goleadora |
| Selección | Año   | Part.     | Goles     | Part.  | Goles  | Part.   | Goles   | Part. | Goles | Media goleadora |
| --------- | ----- | --------- | --------- | ------ | ------ | ------- | ------- | ----- | ----- | --------------- |
| Marruecos | 2010  | 1         | 0         | 2      | 0      | —       | —       | 3     | 0     | 0.00            |
| Marruecos | 2011  | 2         | 1         | 4      | 0      | —       | —       | 6     | 1     | 0.17            |
| Marruecos | 2012  | 2         | 1         | 5      | 1      | —       | —       | 7     | 2     | 0.29            |
| Marruecos | 2013  | 2         | 0         | 7      | 4      | —       | —       | 9     | 4     | 0.44            |
| Marruecos | 2014  | 5         | 3         | —      | —      | —       | —       | 5     | 3     | 0.60            |
| Marruecos | 2015  | 1         | 0         | 3      | 2      | —       | —       | 4     | 2     | 0.50            |
| Marruecos | 2016  | 1         | 0         | 4      | 3      | —       | —       | 5     | 3     | 0.60            |
| Marruecos | 2017  | 0         | 0         | 1      | 0      | —       | —       | 1     | 0     | 0.00            |
| Marruecos | 2019  | —         | —         | 1      | 0      | —       | —       | 1     | 0     | 0.00            |
| Marruecos | 2020  | 2         | 1         | 1      | 0      | —       | —       | 3     | 1     | 0.33            |
| Marruecos | 2021  | —         | —         | 2      | 0      | —       | —       | 2     | 0     | 0.00            |
| Total     | Total | 16        | 6         | 30     | 10     | 0       | 0       | 46    | 16    | 0.35            |

### Hat-tricks
| 1  | 20 de octubre de 2011   | Ppe. Abdullah bin Jalawi, Al-Hasa | Al-Qadsiah FC - Al-Hilal         |  | 4 - 5  | Liga Profesional Saudí 2011-12     |
| 2  | 8 de noviembre de 2013  | Nuevo Los Cármenes, Granada       | Granada C. F. - Málaga C. F.     |  | 3 - 1  | Primera División de España 2013-14 |
| 3  | 21 de abril de 2016     | Nuevo Los Cármenes, Granada       | Granada C. F. - Levante U. D.    |  | 5 - 1  | Primera División de España 2015-16 |
| 4  | 28 de octubre de 2016   | Abdullah bin Khalifa, Doha        | Al-Duhail SC - Al-Arabi SC       |  | 4 - 1  | Qatar Stars League 2016-17         |
| 5  | 21 de diciembre de 2016 | Abdullah bin Khalifa, Doha        | Al-Duhail SC - Al-Shahaniya SC   |  | 10 - 0 | Qatar Stars League 2016-17         |
| 6  | 3 de febrero de 2017    | Abdullah bin Khalifa, Doha        | Al-Duhail SC - Al-Khor SC        |  | 6 - 0  | Qatar Stars League 2016-17         |
| 7  | 15 de octubre de 2017   | Abdullah bin Khalifa, Doha        | Al-Duhail SC - Al-Ahli SC        |  | 6 - 1  | Qatar Stars League 2017-18         |
| 8  | 19 de noviembre de 2017 | Abdullah bin Khalifa, Doha        | Al-Duhail SC - Al-Kharitiyath SC |  | 8 - 2  | Qatar Stars League 2017-18         |
| 9  | 13 de enero de 2018     | Suheim bin Hamad, Doha            | Qatar SC - Al-Duhail SC          |  | 0 - 6  | Qatar Stars League 2017-18         |
| 10 | 8 de noviembre de 2018  | Abdullah bin Khalifa, Doha        | Al-Duhail SC - Al-Shahaniya SC   |  | 5 - 1  | Qatar Stars League 2018-19         |
| 11 | 2 de enero de 2020      | Municipal, Lamía                  | PAS Lamia 1964 - Olympiacos FC   |  | 0 - 4  | Superliga de Grecia 2019-20        |
| 12 | 17 de octubre de 2020   | Georgios Karaiskakis, El Pireo    | Olympiacos FC - Atromitos FC     |  | 4 - 0  | Superliga de Grecia 2020-21        |
| 13 | 5 de diciembre de 2020  | Georgios Karaiskakis, El Pireo    | Olympiacos FC - Volos NFC        |  | 4 - 1  | Superliga de Grecia 2020-21        |
| 14 | 15 de diciembre de 2021 | Atromitos, Peristeri              | Atromitos FC - Olympiacos FC     |  | 0 - 3  | Superliga de Grecia 2021-22        |
| 15 | 17 de mayo de 2022      | Olímpico, Atenas                  | AEK Atenas - Olympiacos FC       |  | 0 - 3  | Superliga de Grecia 2021-22        |

## Palmarés

### Títulos nacionales
| Título                         | Club                | País           | Año  |
| ------------------------------ | ------------------- | -------------- | ---- |
| Ligue 2                        | Stade Malherbe Caen | Francia        | 2010 |
| Copa del Príncipe de la Corona | Al-Hilal F. C.      | Arabia Saudita | 2012 |
| Copa del Jeque Jassem          | Lekhwiya S. C.      | Catar          | 2016 |
| Liga de fútbol de Catar        | Lekhwiya S. C.      | Catar          | 2017 |
| Liga de fútbol de Catar        | Al-Duhail S. C.     | Catar          | 2018 |
| Copa Príncipe de la Corona     | Al-Duhail S. C.     | Catar          | 2018 |
| Copa del Emir de Catar         | Al-Duhail S. C.     | Catar          | 2018 |
| Copa del Emir de Catar         | Al-Duhail S. C.     | Catar          | 2019 |
| Superliga de Grecia            | Olympiacos F. C.    | Grecia         | 2020 |
| Copa de Grecia                 | Olympiacos F. C.    | Grecia         | 2020 |
| Superliga de Grecia            | Olympiacos F. C.    | Grecia         | 2021 |
| Superliga de Grecia            | Olympiacos F. C.    | Grecia         | 2022 |
| Supercopa de Chipre            | APOEL F. C.         | Chipre         | 2024 |

### Títulos internacionales
| Título                             | Club             | Sede   | Año  |
| ---------------------------------- | ---------------- | ------ | ---- |
| Liga Europa Conferencia de la UEFA | Olympiacos F. C. | Atenas | 2024 |

### Distinciones individuales
| Distinción                                                           | Año        |
| -------------------------------------------------------------------- | ---------- |
| Máximo goleador de la Liga de fútbol de Catar (24 goles), (26 goles) | 2018, 2019 |
| Máximo goleador de la Superliga de Grecia (20 goles), (22 goles)     | 2020, 2021 |
| Mejor jugador de la Superliga de Grecia                              | 2020, 2021 |
| Jugador del año del Olympiacos F. C.                                 | 2020, 2021 |